# 1991年扎达尔暴乱
1991年扎达尔暴乱是指1991年5月2日发生在克罗地亚城市扎达尔的暴动。在暴动中，大量塞尔维亚族人的房屋和财产遭到了克罗地亚族平民的破坏和抢劫，超过130座建筑物被毁。

## 过程
5月2日，一名克罗地亚警察弗兰科·利西察（Franko Lisica）在达尔马提亚北部的波拉察遭到杀害，警方称其死因为近距离枪击，凶手据信为塞族民兵。同日下午，一群人从扎达尔东南郊区加热尼察进入扎达尔并开始了暴动，目的明显在于摧毁和掠夺塞族人或南斯拉夫企业的财产。
暴乱持续了几个小时。直到第二天，受损的财产仍在遭到个人的抢劫。时任扎达尔市法院刑事部门负责人的久罗·克雷索维奇（Đuro Kresović）见证了次日暴乱的影响，并确定受损建筑物超过了130座，他声称一家保险公司列出了 136 座被毁建筑物的清单。
由于城市街道上有大量窗户的玻璃被砸碎，次日扎达尔报纸《人民报》（Narodni list）发表了标题为“扎达尔的水晶之夜（Zadarska noć kristala）”的文章。因此，此次事件有时也被称为扎达尔的水晶之夜。克罗地亚警方对暴乱的反应并不充分，但保险公司克罗地亚保险同意赔偿塞族企业主受到的损失。克雷索维奇声称，扎达尔警察局及许多身穿制服的警察积极参与了暴乱的准备工作和暴乱本身。随后，克雷索维奇遭到了降职及解职。